# Mesotype
Mesotype es un género de polilla de la familia Geometridae. A veces se incluye en Perizoma.

## Especies
- Mesotype didymata (Linnaeus, 1758)
- Mesotype parallelolineata (Retzius, 1783)
- Mesotype verberata (Scopoli, 1763)